# Oracle RAC
Oracle Real Application Clusters (RAC) — программное обеспечение для кластеризации и повышения доступности для Oracle Database. Oracle поставляет RAC как дополнение к Oracle Database, бесплатное для стандартной редакции СУБД (англ. Standard Edition) и платное для редакции уровня предприятия (англ. Enterprise Edition). Впервые разработано в 2001 году для Oracle Database версии 9i.

## Функциональность
Oracle RAC позволяет нескольким экземплярам (англ. instance) Oracle Database, функционирующим на различных аппаратных узлах, работать с единой базой данных. При этом не требуется вносить модификации в клиентское программное обеспечение, для которого кластеризованная база данных доступна как единый логический экземпляр, как и для инсталляций без RAC.
Каждый дополнительный узел кластера обеспечивает дополнительные вычислительные ресурсы для обработки данных, в том числе поддержаны параллелизация запросов между узлами кластера, конвейерный параллелизм, и тем самым обеспечивается масштабируемость сервера базы данных. В случае сбоя одного из узлов кластера, программное обеспечение RAC переносит все сессии на другой узел. Также RAC обеспечивает программную балансировку нагрузки между узлами кластера.

## Развитие
До создания RAC, СУБД Oracle требовала сторонних продуктов (таких как Sun или Veritas Cluster) для поддержки кластеризации. Для операционных сред, не имевших собственных средств кластеризации (Linux, Windows) было разработано бесплатное дополнение Cluster Ready Service, которое с версии 10g было переименовано в Oracle Clusterware. После создания RAC, пользователям больше не нужно использовать сторонние средства кластеризации. Однако пользователь может выбирать между Oracle RAC и сторонней программой.